# Cifo
Cifo (in greco antico: Κύφος?) era una città dell'antica Grecia ubicata in Tessaglia, menzionata da Omero nel catalogo delle navi dell'Iliade, secondo il quale faceva parte del territorio governato da Guneo.

## Storia
Secondo Strabone, Cifo era sia il nome di un monte come quello di una città della Perrebia dove si erano stabiliti alcuni Eniani dopo essere stati espulsi dal Lapiti dalle loro terre che si trovavano nella pianura di Dotio. Non si conosce l'ubicazione esatta di Cifo.